# Марченко Іван Дмитрович
Марченко Іван Дмитрович (8 жовтня 1929, с. Шелудькове Валківського району Харківської області — 2 березня 2017, м. Бахмут Донецької області) — Народний депутат України 1-го скликання, керівник промислових підприємств.

## Навчання
Народився в родині робітників-українців.
В 1949—1954 роках навчався у Харківському політехнічному інституті імені В. І. Леніна за спеціальністю «інженер-механік».

## Трудова діяльність
Працювати І.Марченко почав у 1954 році технологом ковальського цеху заводу ім. 50-ті річчя Радянської України. Згодом були посади — начальника цеху та секретаря парткому заводу.
В 1973 році він був призначений директором Артемівського машинобудівного заводу «Победа труда» (нині — ЗАТ Машинобудівний завод «ВІСТЕК»). На цій посаді він працював до 1997 року. 

## Народний депутат
І.Марченко висунутий у лютому 1990 року кандидатом у народні депутати, трудовим колективом Артемівського машинобудівного заводу «Победа труда».
18 березня 1990 року був обраний Народним депутатом України. В другому турі набрав 46.94 % голосів виборців серед шести претендентів.
У парламенті входив до групи «Промисловці». Був членом Комісії ВР України з питань будівництва, архітектури та житлово-комунального господарства.

## Нагороди
Нагороджений орденами Жовтневої Революції, Трудового Червоного Прапора, Дружби Народів, «Знак Пошани», медалями.

## Громадська діяльність
Був членом КПРС, член бюро Артемівського міському КПУ; депутатом Артемівської міської Ради, головою ради директорів міста. Більше 10 років працював Головою ради ветеранів м. Артемівськ. 
Почесний громадянин Бахмута. 